# ASC Purple
ASC Purpleは、アメリカのカリフォルニア州リバモアのローレンス・リバモア国立研究所に設置されたスーパーコンピュータである。

## 概要
このコンピュータはIBMとローレンス・リバモア国立研究所の協業による。2005年7月に納入された。このコンピュータのためのBlue Gene/Lスーパーコンピュータに関する契約は2.9億USドルだった。
2005年6月の事前テストでは、当初目標を上回る 111テラフロップス(TFLOPS)を計測した。2005年11月のTOP500スーパーコンピュータランキングで、LINPACKベンチマーク 63.39 TFLOPSで世界3位となり、上位3位をIBMのPower Architectureが占める形となった。
ASC Purpleは、IBM POWER5 SMPサーバーの冗長化されたリング構成である。196のサーバーマシンが相互に接続されている。合計 12,544個の POWER5 マイクロプロセッサと、合計 50 テラバイト(TB)のメモリ、合計 2ペタバイト(PB)のディスクストレージが含まれ、IBMのAIX 5L オペレーティングシステムを稼働させる。複数のPOWER5プロセッサを1つのベクトルプロセッサのように使うIBM ViVAテクノロジーを使用している。冷却用を含めた消費電力は 7.5 メガワット(MW)である。理論上の処理速度は 100 テラフロップス(TFLOPS)である。
このコンピュータは、アメリカ合衆国エネルギー省と国家核安全保障局によって開始されたASC計画の第5ステージとして構築された。ASC計画は、1992年にジョージ・ブッシュ大統領により試験的に開始され、1993年にビル・クリントン大統領によって拡張された、包括的核実験禁止条約に沿って実際の核実験を置き換えるシミュレータの構築である。
ASC PurpleおよびBlue Gene/Lの後継システムとして、2011年にセコイアが稼働した。

## 参照
1. ↑  米IBMのスパコン「ASC Purple」，目標を10%上回る111テラFLOPSを達成 - ITPro
2. ↑  スパコンTop500の発表、日本のスパコン退潮は顕著 - マイコミジャーナル
3. ↑  IBM®、1ペタフロップ以上の演算能力で世界のスーパーコンピューティングを引き続きリード - 日本IBM